# Хіндустан дайнік
Хіндустан дайнік (англ. Hindustan Dainik, Hindustan) — щоденна газета, що видається компанією HT Media Ltd. Це третя за популярністю щоденна хінді-мовна газета країни, що видається у 13 містах штатів та територій Індії: Делі, Біхару, Джаркханду, Уттар-Прадеш і Чандіґарху. В Делі газета є другою за популярністю та продовжує збільшувати тиражі, незважаючи на падіння ринку друкованої преси в цілому. Крім друкованої версії, виходять й електронні версії газети.